# Potamyia flava
Potamyia flava är en nattsländeart som först beskrevs av Hagen 1861.  Potamyia flava ingår i släktet Potamyia och familjen ryssjenattsländor. Inga underarter finns listade i Catalogue of Life.